# DC Talk (album)
DC Talk è l'album di debutto del gruppo musicale statunitense DC Talk.

## Tracce
1. Heavenbound – 4:21
2. Gah Ta Bi – 3:54
3. Final Days – 3:35
4. The King – 4:22
5. Spinning Round – 4:47
6. Voices Price Him – 3:22
7. Time Ta Jam – 4:10
8. He Loves Me – 6:30

## Formazione
- Kevin Max – voce
- Toby McKeehan – voce
- Michael Tait – voce